# 大理珊瑚苣苔
大理珊瑚苣苔（学名：Corallodiscus taliensis）为苦苣苔科珊瑚苣苔属下的一个种。

## 扩展阅读
- 維基物種上的相關：大理珊瑚苣苔